# Книга оборотней
«Книга оборотней» (англ. The Book of Were-Wolves: Being an Account of a Terrible Superstition) — книга британского священника, проповедника, агиографа, готического писателя, собирателя и исследователя фольклора Сабина Бэринг-Гулда (1834—1924), вышедшая в 1865 году и представляющая собой обобщение европейских исторических сведений и народных поверий о ликантропии — мифической способности превращаться в волка, то есть о вервольфах — волках-оборотнях. В дальнейшем книга неоднократно переиздавалась. На русский язык впервые переведена в 2010 году Т. Казаковой и Е. Третьяковой (с комментариями).
Бэринг-Гулд подходит к теме с рационалистических позиций. В первых десяти главах из шестнадцати даётся обзор литературы по теме ликантропии, однако, уже начиная с IX главы делается поворот к описанию преступлений серийных убийц, каннибалов, осквернителей могил и т. п., которые имеют весьма спорную связь с заявленной темой. В том числе три главы занимает история сподвижника Жанны д’Арк и прототипа Синей Бороды Жиля де Ре, чья виновность ныне вызывает значительные сомнения. Последняя глава посвящена проповеди об оборотнях средневекового теолога и проповедника Иоганна Гейлера фон Кайзерсберга, что, по мнению Т. Казаковой не случайно, так как вся книга по сути представляет собой «очерк-проповедь, отражающий попытку англиканского священника, исследователя и писателя проникнуть в природу зла, не то заложенного в самом человеке, не то обусловленного бесовским наваждением».
Основная мысль Бэринг-Гулда на протяжении всей книги, согласно Т. Казаковой, что «представление об оборотнях — это продукт невежественного ума, наивная попытка объяснить дикое, звероподобное поведение человека». Автор по сути приравнивает оборотничество к серийным убийствам и каннибализму. Подобный подход приводит к сужению автором темы оборотничества к его «кровожадной» стороне, в результате чего прочие аспекты рассматриваются бегло и без надлежащего анализа. Автор не являлся специалистом ни в мифологии, ни в психологии, ни в физиологии, что отразилось на книге. По мнению Т. Казаковой, «его философский пафос в истолковании паранормальных явлений отличается заметным эклектизмом и непоследовательностью», например, он не различает первобытные (тотемные, анимистические и др.), античные и средневековые зооантропоморфные представления. Т. Казакова также отмечает, что книге не хватает анализа приводимых в ней фактов, а также критического рассмотрения роли церкви в распространении верований в вервольфов.
Тем не менее, «благодаря обширной эрудиции автора, масштабному подходу и богатому материалу» и тому, что «Книга оборотней» до сих пор является одним из немногих историко-философских обзоров по ликантропии, она остаётся одной из наиболее цитируемых работ по теме. Но следует учесть, что некоторая информация в книге ныне считается не соответствующей действительности, например, работа ссылается на доказанные подделки — глоссы Вацерада и русский заговор оборотня.

## Издания
- Baring-Gould S. The Book of Were-Wolves: Being an Account of a Terrible Superstition. — London: Smith, Elder & Co., 1865. — 266 p. (Google Книги Архивная копия от 28 апреля 2016 на Wayback Machine, Internet Sacred Text Archive Архивная копия от 9 апреля 2016 на Wayback Machine)  (англ.)
- Бэринг-Гулд С. Книга оборотней / Пер. Т. Казаковой и Е. Третьяковой. — М.: Азбука, 2010. — 256 с. — (Азбука-классика). — 5000 экз. — ISBN 978-5-389-01025-3.